# The Alibi (film 1913)
The Alibi è un cortometraggio muto del 1913 diretto da J.P. McGowan.

## Produzione
Il film fu prodotto dalla Kalem Company.

## Distribuzione
Distribuito dalla General Film Company, il film uscì nelle sale cinematografiche USA il 9 agosto 1913.